# بخش مرکزی شهرستان بابل
بخش مرکزی شهرستان بابل یکی از بخش‌های شهرستان بابل در استان مازندران در شمال ایران است.

## تقسیمات کشوری
- بخش مرکزی شهرستان بابل
  - دهستان فیضیه
  - دهستان اسبوکلا
  - دهستان گنج‌افروز

شهرها: بابل و امیرکلا

## جمعیت
بنابر سرشماری مرکز آمار ایران، جمعیت بخش مرکزی شهرستان بابل در سال ۱۳۸۵ برابر با ۲۹۰۰۴۶ نفر بوده‌است.